# Phyllodoce gravida
Phyllodoce gravida är en ringmaskart som beskrevs av Gravier 1900. Phyllodoce gravida ingår i släktet Phyllodoce och familjen Phyllodocidae. Inga underarter finns listade i Catalogue of Life.